# Huanren Shuiku
Huanren Shuiku är en reservoar i Kina. Den ligger i den östra delen av landet, 800 km öster om huvudstaden Peking. Huanren Shuiku ligger 298 meter över havet. Arean är 91 kvadratkilometer. I omgivningarna runt Huanren Shuiku växer i huvudsak lövfällande lövskog. Den sträcker sig 21,1 kilometer i nord-sydlig riktning, och 23,7 kilometer i öst-västlig riktning.